# هجوم حفار القدس 2014
هجوم حفَّار القدس 2014 هو هجوم وقع في 4 أغسطس 2014، عندما قاد رجل فلسطيني حفّار في أحد مواقع البناء في القدس وقام بالاصطدام بالعديد من المارة الإسرائيليين، مما أدى إلى إصابة العديد من المارة وقتل رجل واحد قبل أن يصطدم الحفار في حافلة عامة، ثم قُتِل بالرصاص في مكان الحادث حيث قام ضابط شرطة بإطلاق النار عليه.
قُتِل في الهجوم شخصين وأصيب سبعة بجروح.

## المُنفِّذ
قالت الشرطة الإسرائيلية أن منفذ الهجوم هو محمد نايف من حي جبل المكبر في القدس، وكان يعمل على سائقًا للحفار في موقع البناء. وأنه كان معروفا من مسؤولي الأمن في الموقع قبل الهجوم.